# Phytomyza aphyllae
Phytomyza aphyllae är en tvåvingeart som beskrevs av Beiger 1964. Phytomyza aphyllae ingår i släktet Phytomyza och familjen minerarflugor.
Artens utbredningsområde är Polen. Inga underarter finns listade i Catalogue of Life.